# Dombrot-le-Sec
Pour l’article homonyme, voir Dombrot-sur-Vair.
Dombrot-le-Sec est une commune française située dans le département des Vosges, en région Grand Est.
Ses habitants sont appelés les Dombriciens.

## Géographie

### Localisation
Dombrot-le-Sec, village situé sur la route D 164, à environ 5 kilomètres au sud de Contrexéville, ne doit pas être confondu avec un autre du même département, Dombrot-sur-Vair, à 8 km au nord de Contrexéville.

### Hydrographie et les eaux souterraines
Hydrogéologie et climatologie : Système d’information pour la gestion des eaux souterraines du bassin Rhin-Meuse :
Territoire communal : Occupation du sol (Corinne Land Cover); Cours d'eau (BD Carthage),
Géologie : Carte géologique; Coupes géologiques et techniques,
 Hydrogéologie : Masses d'eau souterraine; BD Lisa; Cartes piézométriques.

#### Réseau hydrographique
La commune est située pour partie dans le bassin versant de la Meuse au sein du bassin Rhin-Meuse et pour partie dans le bassin versant de la Saône au sein du bassin Rhône-Méditerranée-Corse. Elle est drainée par le Vair, l'Anger et le ruisseau de Dombrot-Le-Sec,.
Le Vair, d'une longueur totale de 65,3 km, prend sa source dans la commune  et se jette dans la Meuse à Maxey-sur-Meuse, en limite avec Greux, après avoir traversé 23 communes.

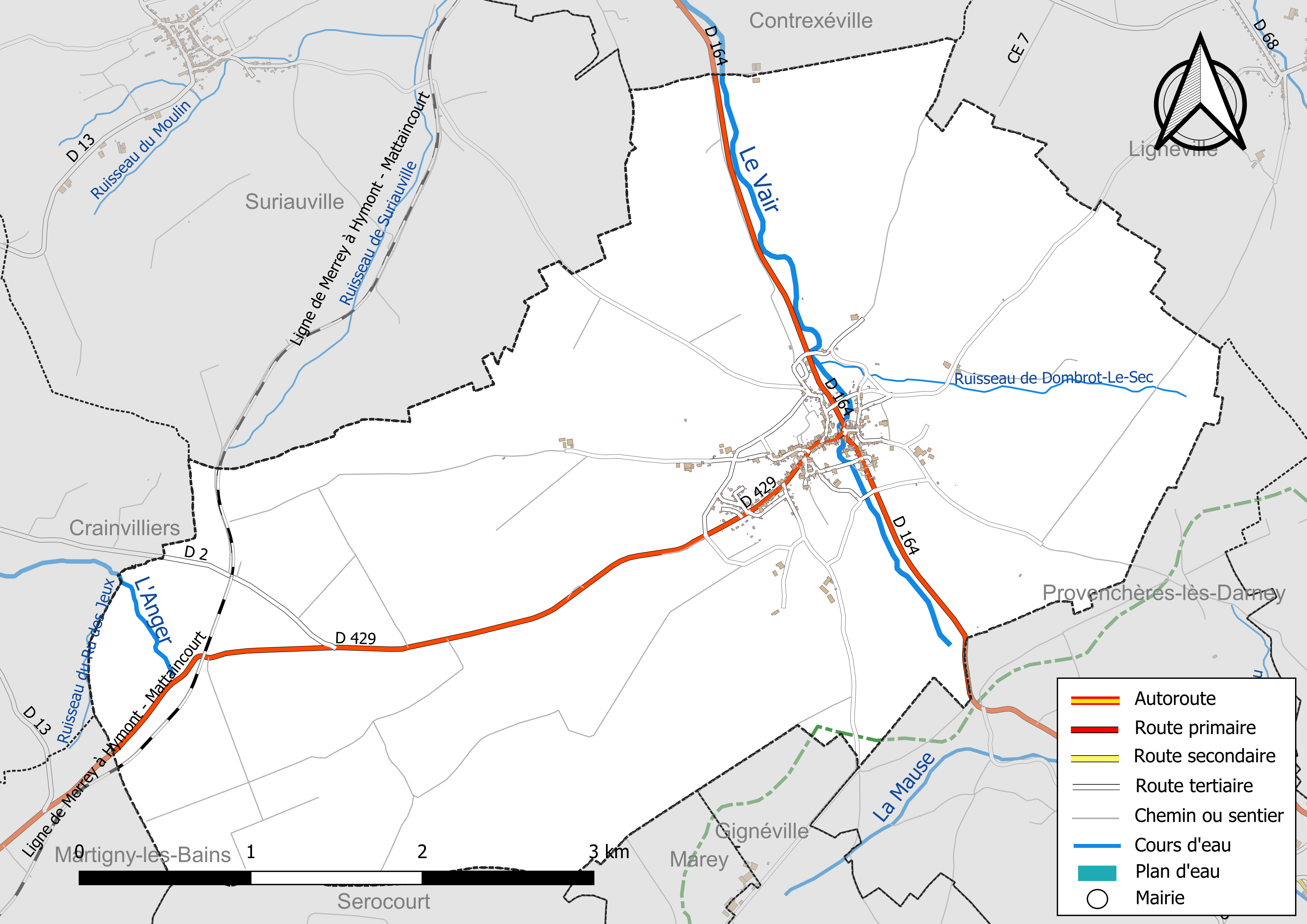
Réseaux hydrographique et routier de Dombrot-le-Sec.

L'Anger, d'une longueur totale de 27,9 km, prend sa source dans la commune  et se jette  dans le Mouzon en limite de Circourt-sur-Mouzon et de Pompierre, après avoir traversé onze communes.

#### Gestion et qualité des eaux
Le territoire communal est couvert par le schéma d'aménagement et de gestion des eaux (SAGE) « Nappe des Grès du Trias Inférieur ». Ce document de planification, dont le territoire comprend le périmètre de la zone de répartition des eaux de la nappe des Grès du trias inférieur (GTI), d'une superficie de 1 497 km2, est en cours d'élaboration. L’objectif poursuivi est de stabiliser les niveaux piézométriques de la nappe des GTI et atteindre l'équilibre entre les prélèvements et la capacité de recharge de la nappe. Il doit être cohérent avec les objectifs de qualité définis dans les SDAGE Rhin-Meuse et Rhône-Méditerranée. La structure porteuse de l'élaboration et de la mise en œuvre est le conseil départemental des Vosges.
La qualité des eaux de baignade et des cours d’eau peut être consultée sur un site dédié géré par les agences de l’eau et l’Agence française pour la biodiversité.

### Climat
Pour des articles plus généraux, voir Climat du Grand Est et Climat des Vosges.
En 2010, le climat de la commune est de type climat de montagne, selon une étude du Centre national de la recherche scientifique s'appuyant sur une série de données couvrant la période 1971-2000. En 2020, Météo-France publie une typologie des climats de la France métropolitaine dans laquelle la commune est exposée à un climat océanique altéré et est dans la région climatique  Lorraine, plateau de Langres, Morvan, caractérisée par un hiver rude (1,5 °C), des vents modérés et des brouillards fréquents en automne et hiver. 
Pour la période 1971-2000, la température annuelle moyenne est de 9,4 °C, avec une amplitude thermique annuelle de 17 °C. Le cumul annuel moyen de précipitations est de 956 mm, avec 13,3 jours de précipitations en janvier et 9,3 jours en juillet. Pour la période 1991-2020, la température moyenne annuelle observée sur la station météorologique de Météo-France la plus proche, « Lignéville », sur la commune de Lignéville à 4 km à vol d'oiseau, est de 10,3 °C et le cumul annuel moyen de précipitations est de 856,3 mm. 
La température maximale relevée sur cette station est de 38,7 °C, atteinte le 25 juillet 2019 ; la température minimale est de −17,5 °C, atteinte le 20 décembre 2009,,. 
Les paramètres climatiques de la commune ont été estimés pour le milieu du siècle (2041-2070) selon différents scénarios d'émission de gaz à effet de serre à partir des nouvelles projections climatiques de référence DRIAS-2020. Ils sont consultables sur un site dédié publié par Météo-France en novembre 2022.

## Urbanisme

### Typologie
Au 1er janvier 2024, Dombrot-le-Sec est catégorisée commune rurale à habitat dispersé, selon la nouvelle grille communale de densité à sept niveaux définie par l'Insee en 2022.
Elle est située hors unité urbaine. Par ailleurs la commune fait partie de l'aire d'attraction de Vittel - Contrexéville, dont elle est une commune de la couronne,. Cette aire, qui regroupe 72 communes, est catégorisée dans les aires de moins de 50 000 habitants,.

### Occupation des sols
L'occupation des sols de la commune, telle qu'elle ressort de la base de données européenne d’occupation biophysique des sols Corine Land Cover (CLC), est marquée par l'importance des territoires agricoles (71,8 % en 2018), une proportion sensiblement équivalente à celle de 1990 (72,4 %). La répartition détaillée en 2018 est la suivante : 
prairies (40,7 %), terres arables (31,1 %), forêts (25,1 %), zones urbanisées (3 %), espaces ouverts, sans ou avec peu de végétation (0,1 %). L'évolution de l’occupation des sols de la commune et de ses infrastructures peut être observée sur les différentes représentations cartographiques du territoire : la carte de Cassini (XVIIIe siècle), la carte d'état-major (1820-1866) et les cartes ou photos aériennes de l'IGN pour la période actuelle (1950 à aujourd'hui).

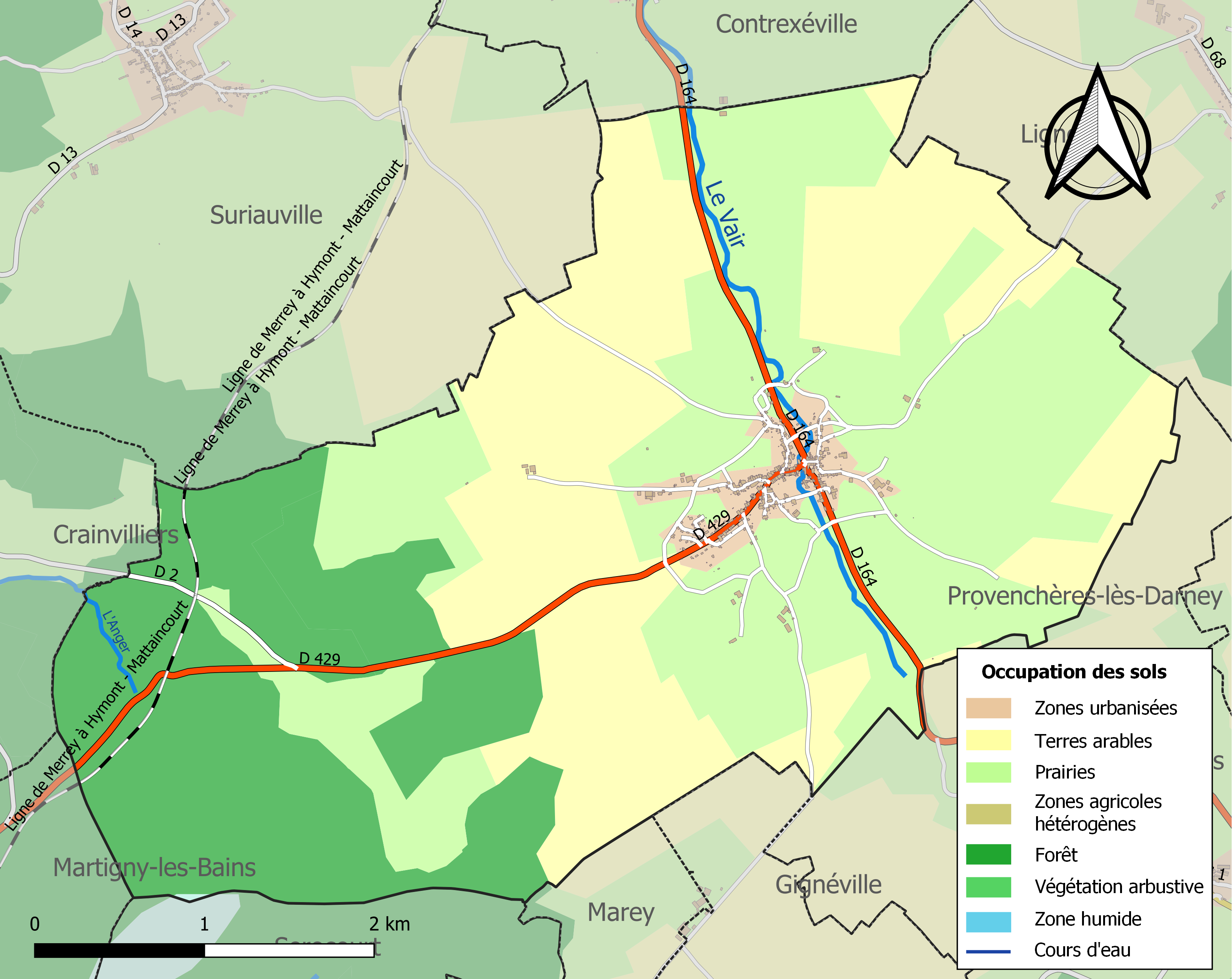
Carte des infrastructures et de l'occupation des sols de la commune en 2018 (CLC).

### Voies de communications et transports

#### Voies routières
- Autoroute A31 : Échangeurs Bulgnéville, Robécourt, Châtenois.

#### Transports en commun

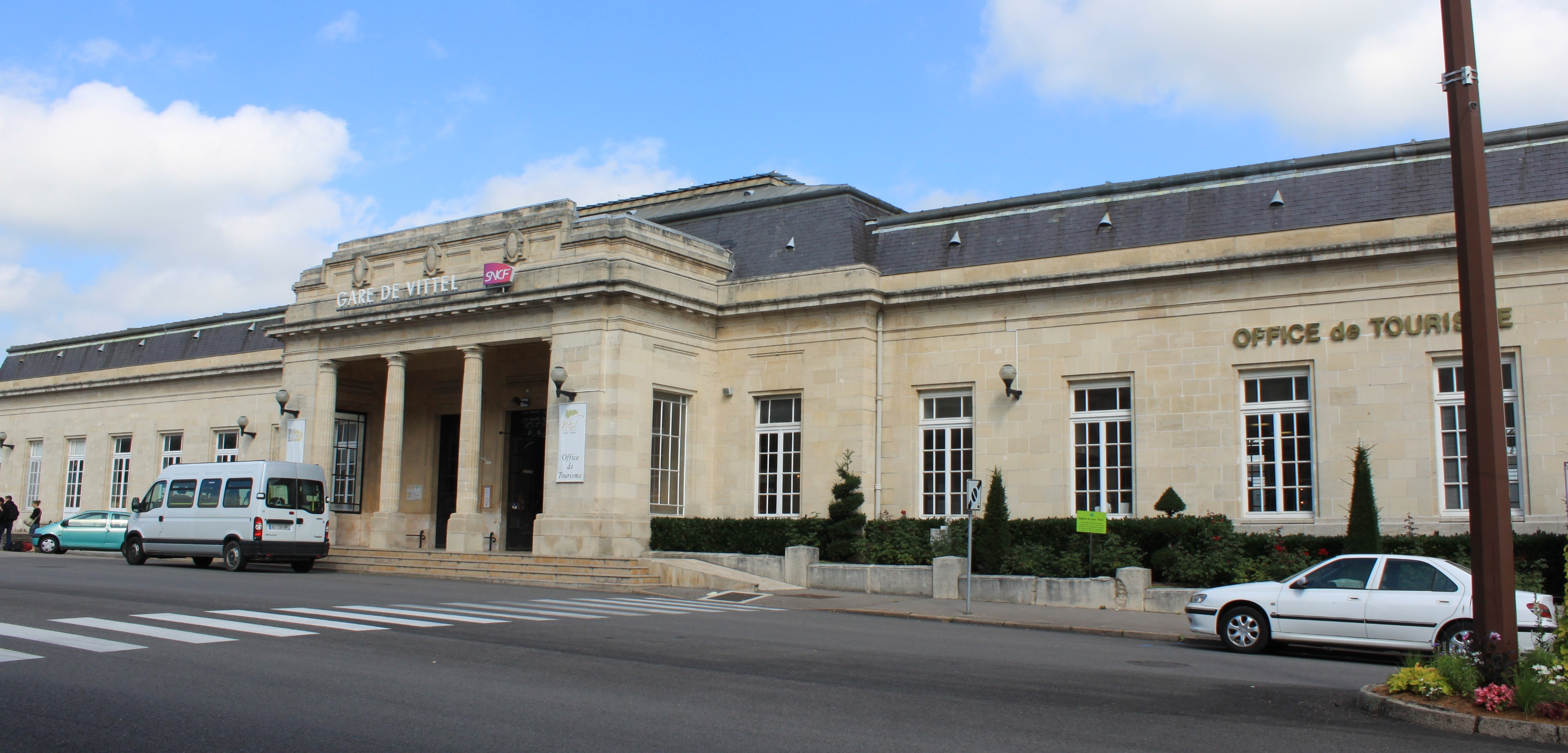
Gare de Vittel.

- Fluo Grand Est.

#### Lignes SNCF
- Gare de Contrexéville
- Gare de Vittel
- Gare de Merrey

## Toponymie
Pour conserver un pouvoir centralisé sur ses terres, le comte de Bouzey intervertit, en 1715, l’appellation de deux villages : Dombrot devient Bouzey et Bouzey devient Dombrot. Sur les cartes du XVIIIe siècle, on peut lire alors «  Bouzey cy devant Dombrot  » et «   Dombrot cy devant Bouzey  », nom de lieu de Dombrot-le-Sec a remplacé le nom de lieu Bouzet (Bouzey). En 1789, le village de Dombrot (devenu Bouzey) demanda à reprendre son nom initial, ce qui lui fut accordé par le directoire du Département le 21 juillet 1790. Le village de Dombrot (anciennement Bouzey) refusa de reprendre son ancien nom. On a donc eu deux villages appelés « Dombrot », à seulement 15 km de distance, jusqu'à ce que l’administration décide, en 1857, de les distinguer en Dombrot-le-Sec et Dombrot-sur-Vair, par une raison basée sur leur position géographique.
Le nom de la localité est attesté sous les formes In Donno Briccio (1033) ; T. de Domno Brictio (1037) ; Dumbrez, Dombrez (1150) ; Tirricus miles de Dumbrot (1212) ; De Donnibritio (1213) ; Dumbras (1214) ; Dombrouz (1259) ; Dombras (1266) ; Michaele de Donbrais (1273) ; Dombrez (1276) ; Dombres (1283) ; T. de Dunbraz (XIIIe siècle) ; Dombroz (1306) ; Dombraix, Dombrais (1321) ; Dombrat (1325) ; Dombrais (1333) ; Dombros (1397) ; De Dompno Bricio (1402) ; Dom- bret (1444) ; Dombrot (1448) ; Dompbret (1457) ; Dombrey (1471) ; Jehan de Busey, seigneur de Dombroy (1486) ; Dombray (1644) ; Bouzey, cy-devant Dombrot (1751) ; Dombrot ou Bouzey (1845).

Dombrot est un hagiotoponyme caché, du bas latin domnus et du nom de Saint Brictius, pour Brice de Tours ou pour Bricius de Douglas, noble d'origine flamande.

## Histoire
Contrairement à ce qui est écrit dans le Dictionnaire des communes de Léon Louis et Paul Chevreux, la seigneurie de Dombrot n'appartenait pas, en 1711, à Anne-Claude-Renée de Ligniville, comtesse de Monchat. Madame de Montchat avait été mise en faillite, en 1688, par le parlement de Metz. La seigneurie fut mise en vente à la criée. Elle trouva acquéreur en 1691, fut revendue en 1695, puis le 13 février 1696, et enfin, le 23 février 1696, Joseph de Bouzey s'en rendit acquéreur. Dombrot est restée dans la famille de Bouzey jusqu'à la Révolution.
Joseph de Bouzey était seigneur en partie du village de Bouzey (devenu Dombrot-sur-Vair).
Son fils aîné, Nicolas Joseph, lui succéda comme seigneur de Dombrot. Lors de son mariage, en 1704, il reçut, en avancement d'hoirie, les trois quarts de la terre et seigneurie de Dombrot. Il acheta le quart restant à sa mère, en 1708, après le décès de son père.
En 1715, la seigneurie de Dombrot  fut érigée en comté par lettre patente de Léopold Ier, duc de Lorraine : le comté de Bouzey. Le village devint  Bouzey et Bouzey devint Dombrot. Sur les cartes du XVIIIe siècle, on peut lire « Bouzey cy devant Dombrot »  et « Dombrot cy devant Bouzey ».
Au moment de la Révolution, le village demanda à reprendre son nom initial, ce qui lui fut accordé par le Directoire du Département le 21 juillet 1790. Mais le village de Dombrot ne voulut pas reprendre son ancien nom de Bouzey. On eut donc deux villages appelés Dombrot jusqu'à ce que l'administration décide, en 1857, de les distinguer en Dombrot-le-Sec et Dombrot-sur-Vair.
Sous l'Ancien Régime, Dombrot appartenait à la prévôté de Darney, bailliage de Vosge, puis au bailliage de Darney à partir de 1751.
À la Révolution, la commune fit partie du canton de Lignéville et du district de Darney. Lors de la réforme administrative de 1800, le canton de Lignéville fut supprimé et Dombrot intégra le canton de Vittel. Les districts devinrent des arrondissements et le canton de Vittel fit partie de l'arrondissement de Mirecourt.
En 1926, l'arrondissement de Mirecourt fut supprimé. Le canton de Vittel se retrouva dans l'arrondissement de Neufchâteau.

## Politique et administration
| Période                                  | Période                       | Identité               | Étiquette | Qualité                                                              |
| ---------------------------------------- | ----------------------------- | ---------------------- | --------- | -------------------------------------------------------------------- |
| Les données manquantes sont à compléter. |                               |                        |           |                                                                      |
| mars 1989                                | juin 1995                     | René Blein (1948-2006) |           | Éducateur sportif                                                    |
| juin 1995                                | En cours (au 14 juillet 2020) | Bernard Salquèbre      | DVD       | Cadre supérieur Président de Les Vosges Côté Sud-Ouest (2017 → 2020) |

### Budget et fiscalité 2022

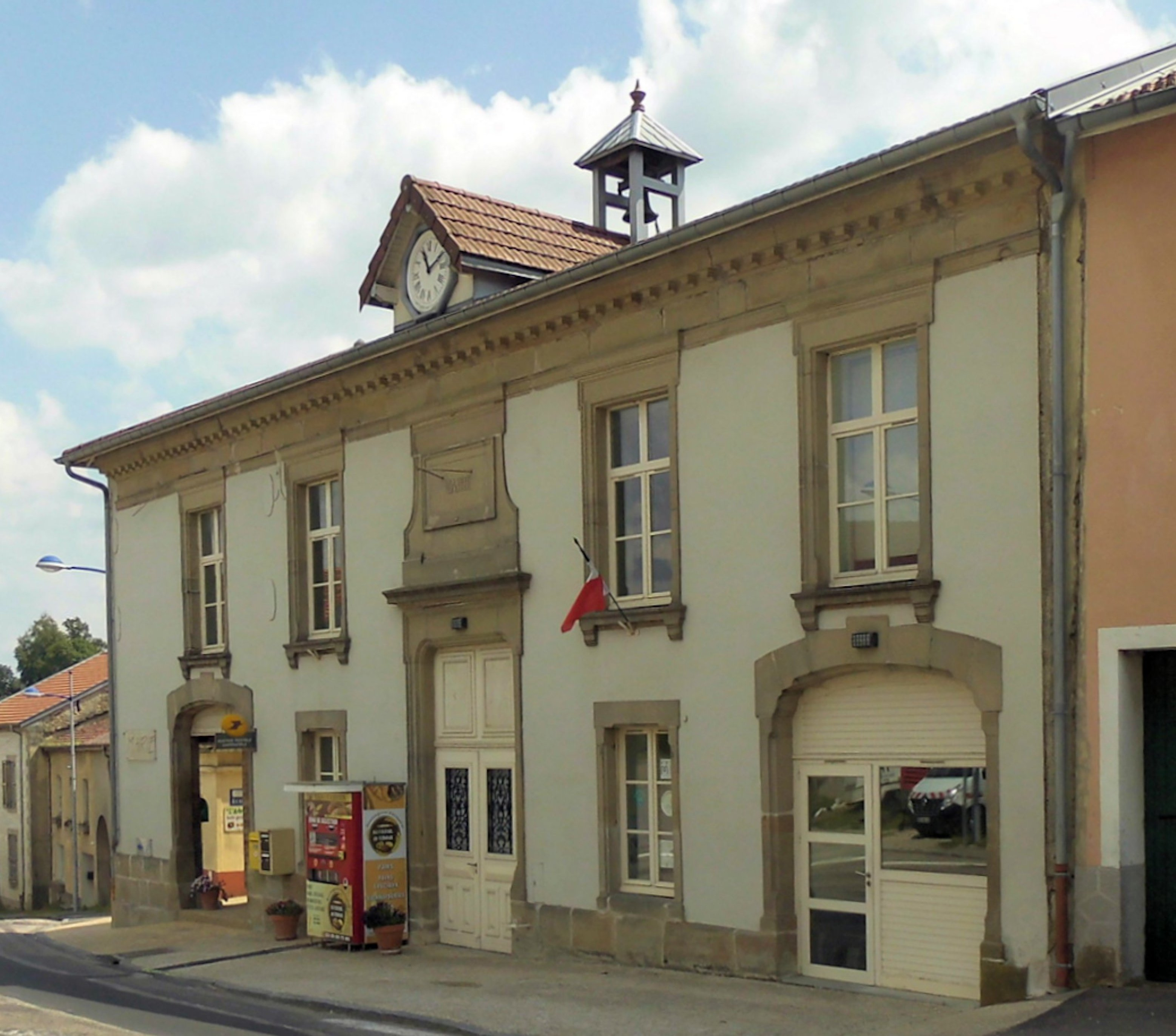
La mairie.

En 2022, le budget de la commune était constitué ainsi :
- total des produits de fonctionnement : 252 000 €, soit 661 € par habitant ;
- total des charges de fonctionnement : 27 000 €, soit 593 € par habitant ;
- total des ressources d'investissement : 471 000 €, soit 1 233 € par habitant ;
- total des emplois d'investissement : 513 000 €, soit 1 343 € par habitant ;
- endettement : 208 000 €, soit 544 € par habitant.

Avec les taux de fiscalité suivants :
- taxe d'habitation : 14,33 % ;
- taxe foncière sur les propriétés bâties : 34,10 % ;
- taxe foncière sur les propriétés non bâties : 14,42 % ;
- taxe additionnelle à la taxe foncière sur les propriétés non bâties : 0,00 % ;
- cotisation foncière des entreprises : 0,00 %.

Chiffres clés Revenus et pauvreté des ménages en 2021 : médiane en 2021 du revenu disponible, par unité de consommation : 23 800 €.

## Économie

### Entreprises et commerces

#### Agriculture
- Culture de céréales, de légumineuses et de graines oléagineuses.
- Élevage de vaches laitières.
- Élevage d'autres bovins et de buffles.
- Élevage d'ovins et de caprins.
- Élevage d'autres animaux.
- Exploitation forestière.

#### Tourisme
- Hébergements et restauration à Contrexéville, Vittel, Bulgnéville, Dombasle-devant-Darney, Monthureux-sur-Saônz.

#### Commerces
- Commerces et services de proximité.

## Population et société

### Démographie

#### Évolution démographique
L'évolution du nombre d'habitants est connue à travers les recensements de la population effectués dans la commune depuis 1793. Pour les communes de moins de 10 000 habitants, une enquête de recensement portant sur toute la population est réalisée tous les cinq ans, les populations de référence des années intermédiaires étant quant à elles estimées par interpolation ou extrapolation. Pour la commune, le premier recensement exhaustif entrant dans le cadre du nouveau dispositif a été réalisé en 2004.

En 2022, la commune comptait 358 habitants, en évolution de −5,79 % par rapport à 2016 (Vosges : −2,96 %, France hors Mayotte : +2,11 %).
| 1793 | 1800 | 1806 | 1821 | 1831 | 1836 | 1841 | 1846 | 1856 |
| ---- | ---- | ---- | ---- | ---- | ---- | ---- | ---- | ---- |
| 535  | 582  | 571  | 587  | 651  | 618  | 661  | 657  | 611  |

| 1861 | 1866 | 1876 | 1881 | 1886 | 1891 | 1896 | 1901 | 1906 |
| ---- | ---- | ---- | ---- | ---- | ---- | ---- | ---- | ---- |
| 616  | 627  | 591  | 600  | 576  | 561  | 540  | 521  | 503  |

| 1911 | 1921 | 1926 | 1931 | 1936 | 1946 | 1954 | 1962 | 1968 |
| ---- | ---- | ---- | ---- | ---- | ---- | ---- | ---- | ---- |
| 492  | 448  | 463  | 464  | 453  | 404  | 401  | 396  | 369  |

| 1975 | 1982 | 1990 | 1999 | 2004 | 2006 | 2009 | 2014 | 2019 |
| ---- | ---- | ---- | ---- | ---- | ---- | ---- | ---- | ---- |
| 379  | 406  | 409  | 358  | 357  | 342  | 379  | 373  | 368  |

| 2022 | - | - | - | - | - | - | - | - |
| ---- | - | - | - | - | - | - | - | - |
| 358  | - | - | - | - | - | - | - | - |

### Enseignement
Établissements d'enseignements :
- Écoles maternelles et primaires à Dombrot-le-Sec, Viviers-le-Gras, Contrexéville, Martigny-les-Bains, Vittel.
- Collèges à Contrexéville, Vittel, Martigny-les-Bains, Mandres-sur-Vair, Lamarche.
- Lycées à Contrexéville, Mandres-sur-Vair, Mirecourt.

### Santé
Professionnels et établissements de santé :
- Médecins à Contrexéville, Vittel, Martigny-les-Bains, Bulgnéville, Darney.
- Pharmacies à Contrexéville, Vittel, Martigny-les-Bains, Bulgnéville, Darney.
- Hôpitaux à Vittel, Lamarche, Mattaincourt, Ville-sur-Illon.

### Cultes
- Culte catholique, Paroisse Saint-Basle-de-la-Plaine[31], Diocèse de Saint-Dié.

## Culture locale et patrimoine

### Lieux et monuments

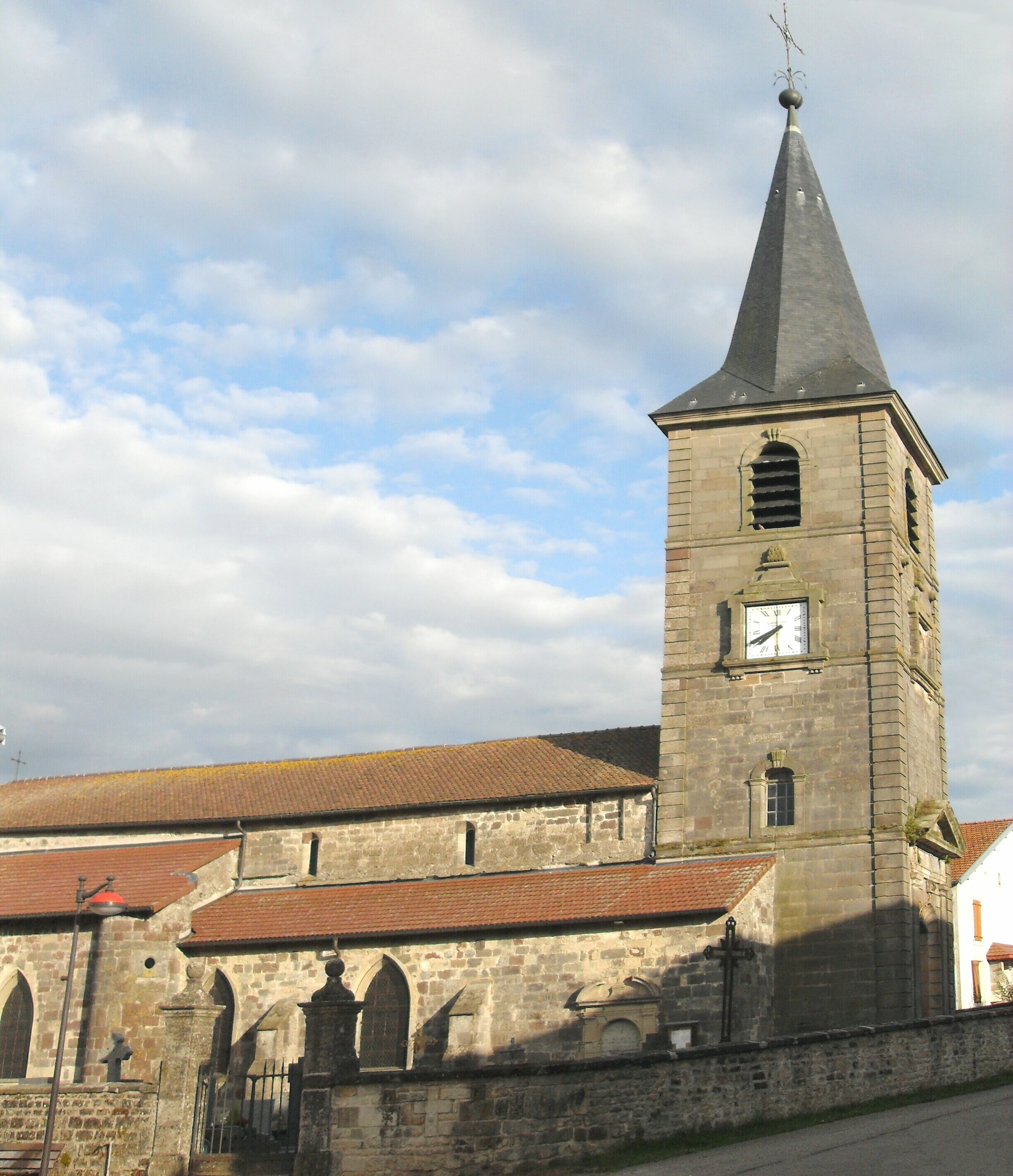
Église Saint-Brice (2009).
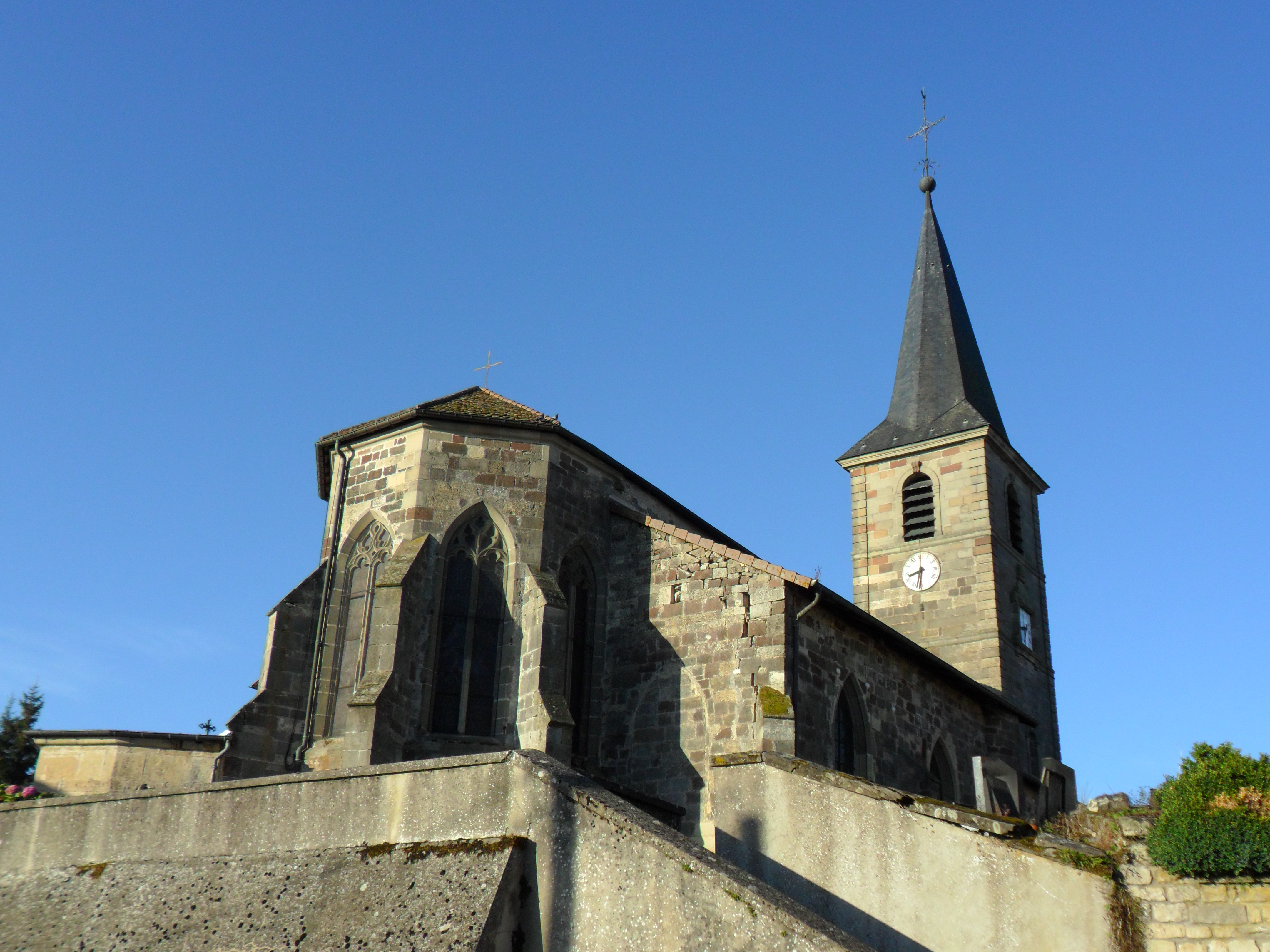
Église Saint-Brice (2011).
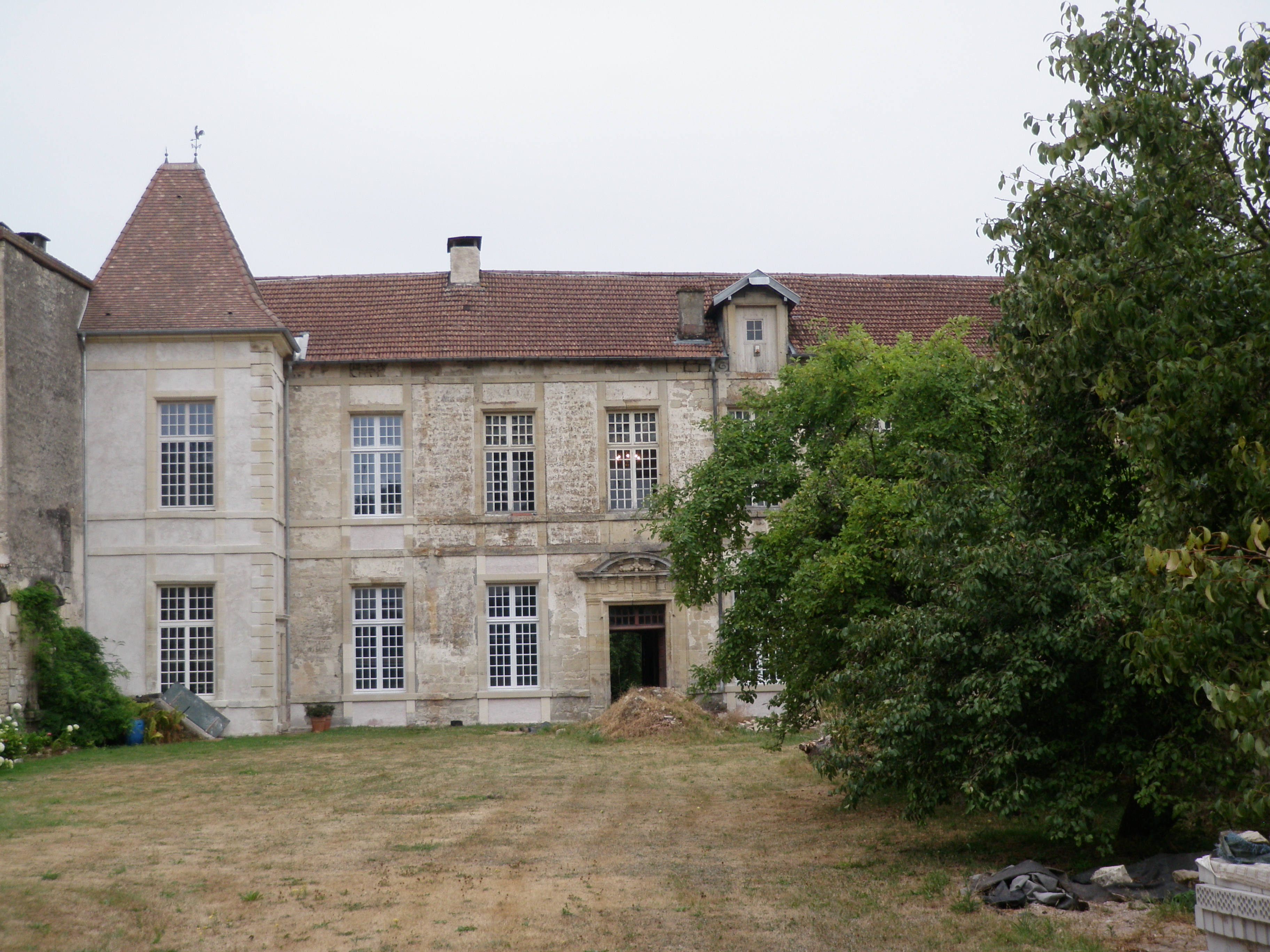
Château de Dombrot (2015).
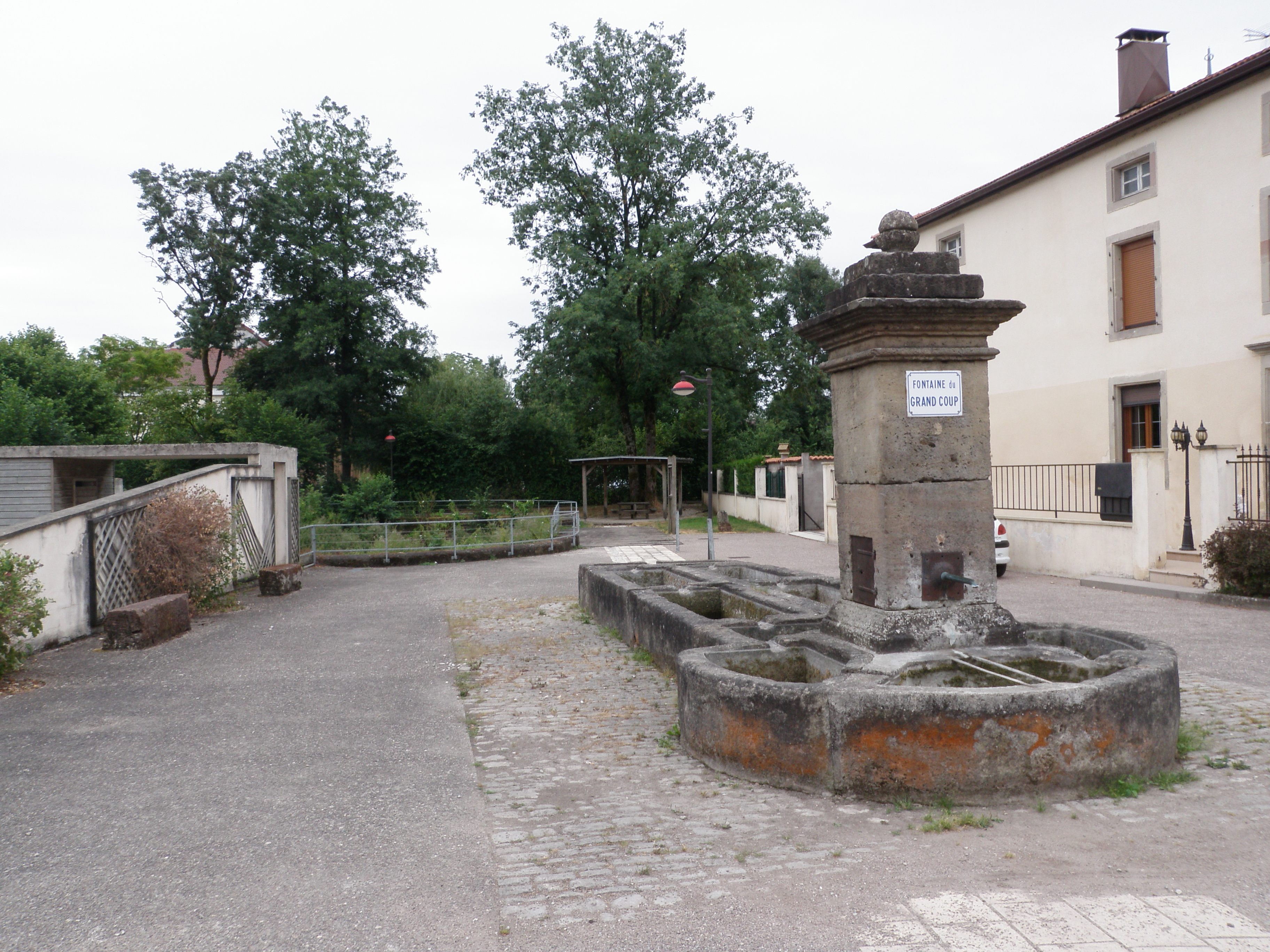
Fontaine et égayoir (2015).
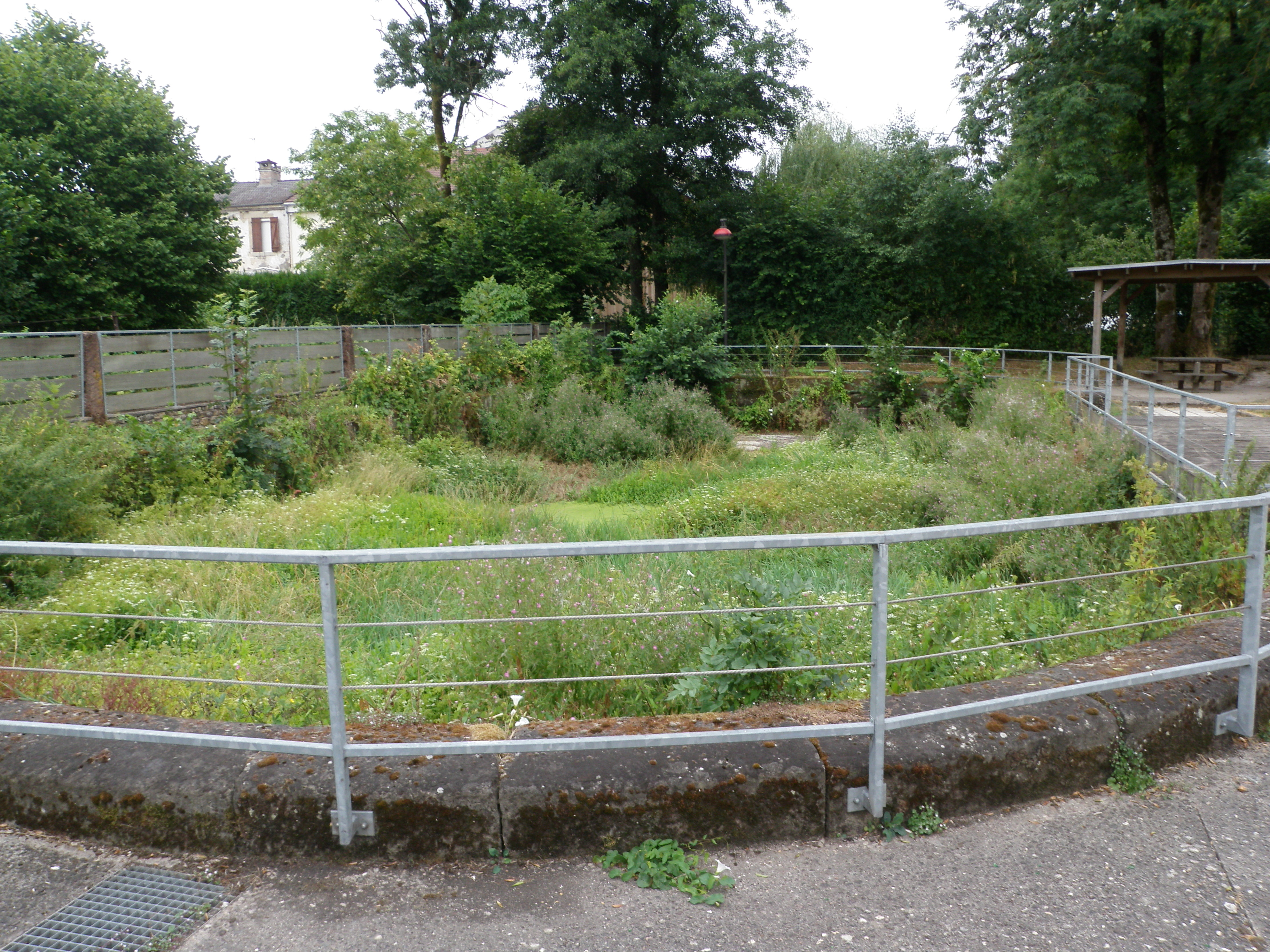
Égayoir (2015).

- L'église Saint-Brice est classée monument historique depuis 1907[32]. Son gros œuvre date du XIIIe siècle.

Voûtes et vitraux.
Grille en fer forgé
Nef avec chaire à prêcher vers le chœur.
Statue Vierge à l'Enfant dite Notre-Dame des Champs.
Groupe sculpté Sainte Anne et la Vierge enfant.
Poutre de gloire (tref).
Statue Saint Brice.
- Monument aux morts[40].
- Architecture rurale recensée par le service de l'Inventaire général du patrimoine culturel[41],[42].
- Château de Dombrot (XVIIe siècle).

### Héraldique
| Blason de Dombrot-le-Sec | Blason  | D’or à une tête de lion de sable ; mantelé de gueules chargé à dextre d’un crosseron d’or sur lequel broche une tête d’aigle d’argent et à senestre d’une fontaine héraldique d'or remplie d'azur traversée par une source d'argent. |
| Blason de Dombrot-le-Sec | Détails | Armoiries composées et dessinées par Robert, André LOUIS, Marie-Hélène BRETEILLE et Bernard GEORGIN et adoptées par la commune le 11 juillet 2019.                                                                                   |

## Pour approfondir